# Saladillo (Murcia)
Saladillo es una entidad de población española del municipio de Mazarrón, perteneciente a la comunidad autónoma de la Región de Murcia.

## Historia
Hacia mediados del siglo XIX, el lugar ya pertenecía a Mazarrón. Aparece descrito en el decimotercer volumen del Diccionario geográfico-estadístico-histórico de España y sus posesiones de Ultramar de Pascual Madoz con las siguientes palabras:

SALADILLO: cortijada en la prov. de Murcia, part. jud. de Totana, y térm. jurisd. de Mazarron.
(Madoz, 1849, p. 624)

En 2023, la entidad singular de población tenía empadronados 3834 habitantes.